# Şahdağ-Şirvan
Şahdağ-Şirvan – żeński klub piłki siatkowej z Azerbejdżanu. Został założony w 2010 roku z siedzibą w mieście Szyrwan.